# Герб Чорнобаївки
Герб Чорнобаївки — офіційний символ села Чорнобаївки, затверджений рішенням Чорнобаївської сільської ради від 21.09.2011 року № 147, після проведення конкурсу на символіку територіальної громади села.

## Опис
Герб села Чорнобаївки Білозерського району Херсонської області розміщений на іспанському щиті.
Герб має золоте, срібне та лазурове поля. Лазуровий (колір мирного неба) символізує стійкість, силу, вірність, чесність та порядність. Золотий колір — багатство, справедливість, надійність, велич та гостинність. Срібне поле всередині щита символізує віру, благородство, чистоту та відвертість.
Орел на фоні чистого неба — символ сили та влади, історичної належності с. Чорнобаївка до Херсонської губернії. Золотий сніп на багатій жовтій ниві це те, що з давніх-давен прославляє працелюбний народ с. Чорнобаївки та є основною складовою економічного розвитку населеного пункту. Восьмикутні зірки символізують два населених пункти, які входять до складу Чорнобаївської сільської ради — с. Чорнобаївку та с. Крутий Яр.
Щит перетятий двома паралельними хвилястими лініями сірого та синього кольору. Синя хвиляста лінія символізує історичну річку Вірьовчину, на берегах якої було утворене с. Чорнобаївка. Сіра хвиляста лінія, пересікаюча село Чорнобаївка з заходу на схід — автомобільну магістраль міжнародного призначення, проходження якої через територію сільської ради має важливе значення на формування та вплив соціально-економічного розвитку.
Чорний курган внизу щита — символ розташування села на стародавніх скіфських територіях. Чорний колір — колір родючої землі. Історична присутність козаків на території села підкреслюється зображеною козацькою стрілою в нижній частині герба.
Увінчує щит срібна корона, що означає приналежність герба населеному пункту, головний атрибут влади та ознака суверенітету.